# Igreja da Ciência Divina
A Igreja da Ciência Divina  (em inglês The Church of Divine Science) é um grupo religioso que foi fundado em 4 de maio de 1888, por Malinda Cramer, em São Francisco, Califórnia. Posteriormente, Nona L. Brooks (1861-1945) e as duas irmãs Fannie B. James (nome de casada de Fannie Brooks) e Alethea B. Small (nome de casada de Alethea Brooks), aderiram ao movimento fundado por M. Cramer, promovendo-o em Denver, Colorado e em todos os Estados Unidos.

## Fundamentos
É uma religião cristã fundada em finais do século XIX nos Estados Unidos. A base principal da crença é o Princípio da Onipresença de Deus. Faz parte do chamado Movimento do Novo Pensamento, que acredita na onipresença e na bondade de Deus. Os Científicos da Divinidade veem Deus como Amor, Sabedoria, Poder e Substância, e não acreditam que possa existir nenhuma outra força capaz de opor-se a Deus.
A igreja afirma ser uma religião não-dogmática, já que considera que todas as outras religiões têm a própria validez, sendo cada uma delas uma forma particular de aproximar-se de Deus.
A origem da Ciência Divina é de finais do Século XIX, quando nos Estados Unidos, de forma paralela e independente, a Sra. Malinda E. Cramer, em San Francisco (na Califórnia), e a Sra. Nona L. Brooks e suas irmãs, em Denver (no Colorado), depois de passar cada uma delas por experiências espirituais que as conduziram a uma rápida cura de suas frágeis condições de saúde e de problemas financeiros e materiais, dedicaram-se a sistematizar um ensinamento que pudesse dar a outras pessoas a mesma recuperação espiritual e física que elas haviam tido.
A Ciência Divina considera que existe uma verdade eterna que nunca muda: que Deus constitui a natureza de tudo o que existe e que Deus, e somente Deus, preenche todos os reinos e dimensões da existência.
Da mesma forma que outras igrejas do Novo Pensamento, na Ciência Divina é muito importante o trabalho espiritual de cura por meio da oração, seguindo o trabalho de Jesus, segundo o que se diz no Novo Testamento.
Nona Brooks, co-fundadora da Ciência Divina disse: O todo da Ciência Divina é a prática da Onipresença de Deus. A verdade, aqui e agora, nos chega por meio da Bíblia, da oração afirmativa, da contemplação e da meditação, e pela prática da Presença de Deus.
Dois dos Ministros da Ciência Divina que ficaram mundialmente conhecidos por seus populares livros foram: Joseph Murphy e Emmet Fox.
Nos últimos anos, a Ciência Divina tem tido uma maior presença no mundo por meio de ministérios virtuais com websites e e-mail.

## Organizações da Ciência Divina
- Centro de Recursos de la Ciencia Divina de Lima-Perú (em espanhol)
- Federação Internacional: Divine Science Federation International (em inglês)
- Associação de Ministros: Divine Science Ministers Association (em inglês)
- Cursos e Estudos de Formação: Divine Science School (em inglês)
- Cursos e Estudos de Formação: Brooks Center for Spirituality (em inglês)

RECURSOS NA INTERNET:
- Northwoods Spiritual Resource Center (em inglês)
- Divine Science Writings (em inglês)

IGREJAS E CENTROS NOS ESTADOS UNIDOS:
- United Divine Science
- Divine Science of Metropolitan St. Louis
- Divine Science Indianapolis
- Divine Science Community Center, San Jose

IGREJAS NO BRASIL:
- Igreja da Ciência Divina